# Amnonia deemingi
Amnonia deemingi là một loài ruồi trong họ Tachinidae.